# Крестовский, Василий Всеволодович
Василий Всеволодович Крестовский (фр. Vassily Krestovsky; 4 октября 1889, Санкт-Петербург — 30 декабря 1914, Краон) — русский и французский художник, сын русского писателя Всеволода Крестовского.

## Биография
Родился 4 октября 1889 года в Санкт-Петербурге, в семье русского писателя и поэта Всеволода Владимировича Крестовского. С детства превосходно рисовал, вскоре увлёкся созданием иллюстрацией для революционных брошюр. Он состоял в партии эсеров и участвовал в покушении на генерал-губернатора, после чего был арестован, осуждён и сослан в Сибирь. Будучи в ссылке, Василий зарисовал несколько пейзажей.
По одним данным, Крестовский успешно дождался освобождения из ссылки, после чего уехал во Францию, по другим — бежал из ссылки не без помощи старшего брата Владимира, о своём освобождении из ссылки и отъезде во Францию писал в своих воспоминаниях: «За мной охотились, как за диким зверем».
По воспоминаниям друзей, Василий писал многофигурные картины со сложной композицией, мечтал о создании фресок, а также занимался скульптурой. Во Франции он учился в студии Жана-Поля Лорана при академии Жюлиана, а также у Мориса Дени и Поля Серюзье в академии Рансона. Он учился вместе с Верой Мухиной на курсах живописи и ваяния у Антуана Бурделя в академии Гран-Шомьер в 1913—1914 годах.
Во Франции он женился на филологе и писательнице Лидии Александровне (Альбертовне) Ратнер, с которой познакомился в парижском ателье русского фотографа Максимовича: свадьба состоялась в феврале 1914 года. 3 августа 1914 года у Василия и Лидии родился сын Игорь (1914—1977).
После начала Первой мировой войны Василий вступил добровольцем во Французский Иностранный легион, став рядовым 2-го класса в составе 2-го маршевого полка 2-го иностранного полка. Погиб 30 декабря 1914 года под Краоном в битве на Эне, в один день с другим учеником Бурделя, Александром Вертеповым.
В 1915 году Лидия Крестовская начала писать книгу о своём муже. В подготовке выпуска книги участвовали Антуан Бурдель, Яков Поволоцкий и Александр Мерсеро, сама книга вышла в 1922 или 1923 году на французском под названием «Василий Крестовский. Жизнь художника». В книге представлено предисловие Бурделя, его оригинальные рисунки и 23 рисунка авторства Крестовского. Она же стала автором серии очерков «Из истории русского волонтерского движения во Франции» (1924) о русских добровольцах Французского Иностранного легиона.

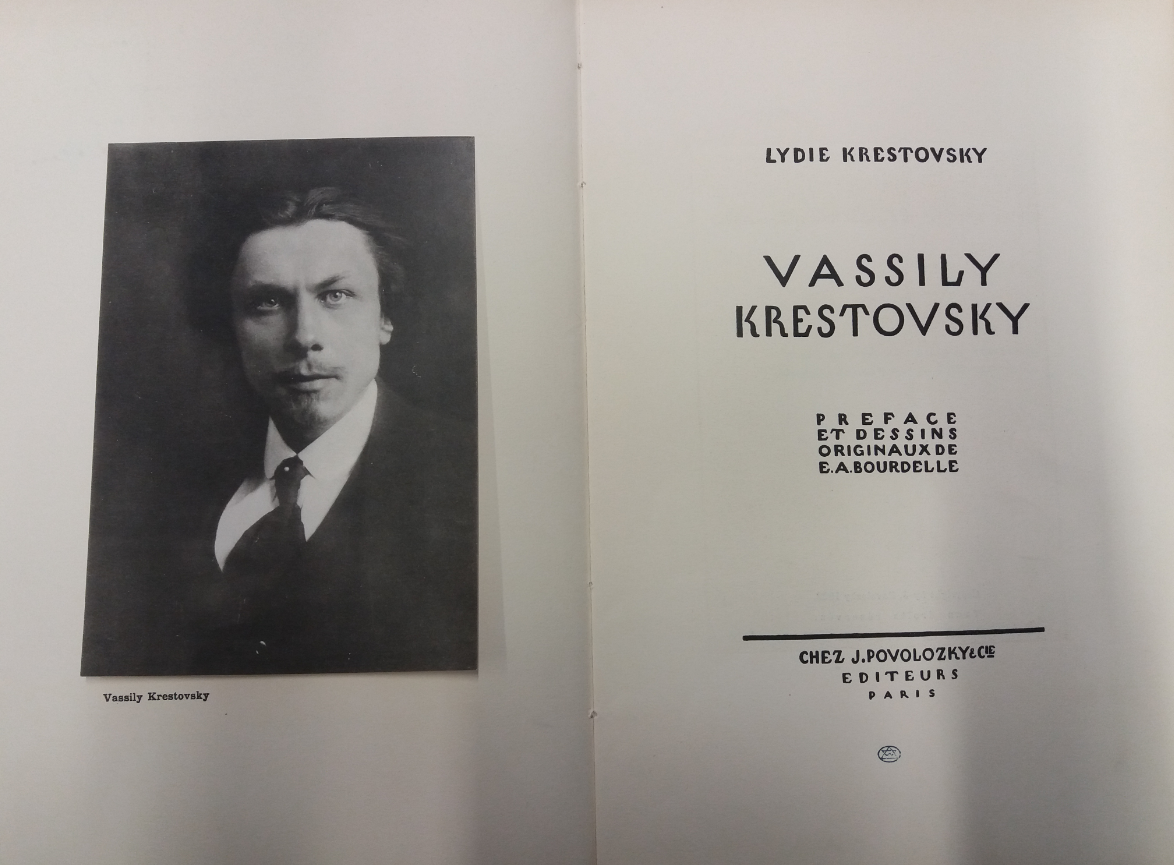
Портрет Василия Крестовского во франкоязычной книге Лидии Крестовской «Василий Крестовский. Жизнь художника» (Vassily Krestovsky)